# 若开人
若開人，亦稱阿拉干人（英語：Arakanese people），主要聚居在緬甸西南部的實兌、苗洪、敏比亞、皎托、皎漂和丹兌（仙道衛）等地區。“若開”是本民族的自稱，且已成為緬族和全國性的通稱。若開族的族源長期存在著爭議，現在緬甸學者比較一致地確認是屬於漢藏語系藏緬語族。至於其語言支系归属，卻仍然有兩種意見：一種認爲屬於緬語支，是緬族的一個“不純正緬語”的支系；另一種則認爲應單獨列爲一支系，即若開支系。從語言、信仰、風俗和地區分類，若開族還包括馬諾馬基、羌達、謬、擔邦、載等支系民族。
若開族居住西南部沿海，與印度接鄰，受印度文化影響較深。1948年緬甸獨立，反法西斯人民自由同盟政府對若開地區加强了政治和軍事統治，撤換若開族官員，指派緬族官員接任，加深了民族之間的矛盾，若開族的建邦要求更為熾烈。後來各類矛盾雖稍有緩和，但要求建邦的意愿始終沒有消除。1973年，聯邦政府根據新憲法精神，正式建立了若開族自治邦。

## 分布
若開族主要聚居在若開邦的江河流域、伊洛瓦底江三角洲冲積土壤島和洋別、曼昂等大島上，北部山區和若開山脈還居住著欽族，實兌平原的西面和北面山區還居住著苗族、德族、克米人和貸尼人。

## 人口
據2010的報告指出(無精準普查數據)，若開人的總人口約為3352500人，聚集於緬甸、孟加拉以及印度。主要聚集於緬甸的若開人，則占了當地總人口的4%，更是若開邦的主體民族，若開人也是緬甸的第四大民族。

## 語言
若開族大多數使用的語言為若開語，若開語屬漢藏語系藏緬語族，與緬語基本相通，文字使用緬文。除了若開語外也使用緬語和其他少數民族語言等。雖然有些若開人開始僅使用緬甸語，但現在還是有許多人在這些地方的市集、商業上、學校中的非正式場合當中使用若開語，所以它的使用程度還是十分具有活力的。

## 地理環境

### 位置及面積

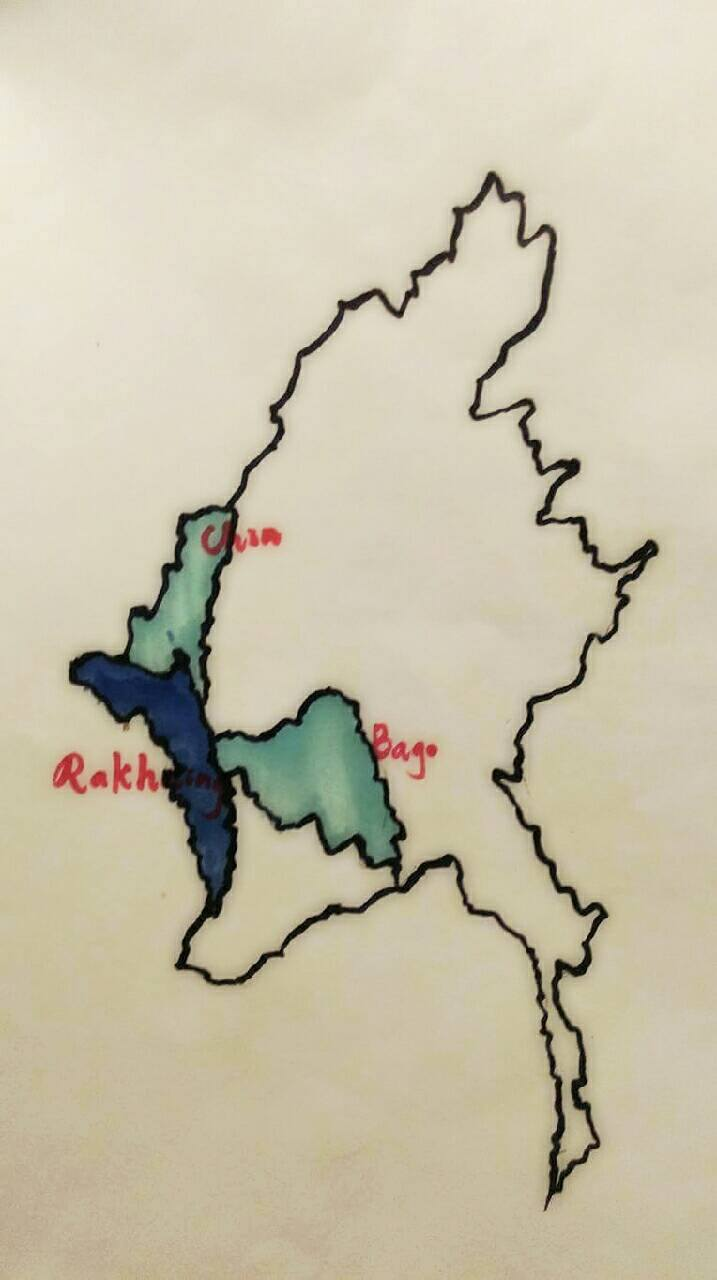
若開人分布圖

若開邦位於緬甸西南部。西北部與孟加拉囯為鄰，北、東、南三面與欽邦、馬圭省、勃固省及伊洛瓦底省相連，西濱孟加拉灣。面積為36778平方公里，首府為實兌市。

### 地貌
若開邦北部的山脈向南緩緩降低，山脈之間的江河流域平原北窄南寬，南部平原與伊落瓦底江三角洲相連，這一三角洲平原是若開邦最寬的平原，稱爲實兌平原。
若開邦中部和南部有若開山脈的斷層，沿海岸綫的平原較窄，沒有連成一片。若開山脈的平均海拔為1000多米，最高點為北部的孫山，高達2100多米。
若開邦北部和中部海岸綫有島嶼，實兌平原附近為帕永嘎島，中部有洋別島、慢昂島和其他小島，海岸沿綫有礁石、小海灣和沙灘海岸，額佈裏海灘和甘達雅海灘就在這一地段。
若開邦北部最西面是孟加拉囯與緬甸的界河那河，其東面是木約河、格拉河和雷謬河，還有許多支流均從北向南流。南面還有發源于若開山脈的米都祥河，由北向南流去，這些河流為：得勒河、安河、木依河、丹雷河、丹夠河、山多威河、真德裏河和瓜河等。

### 氣候
若開邦為熱帶季風氣候，因屬於沿岸綫地區，由於海風的調節，氣候溫和，實兌最熱的季節為五月，平均氣溫為攝氏31度。雨季受西南季風的直角襲擊影響，雨水很多，年降雨量分別為山多威1525毫米，皎漂2150毫米。

## 歷史沿革

### 早期社會
在緬甸這塊土地上，遠古時期就有了人類的活動。從公元前2666年到公元前1825年，若開的編年史紀錄中總共列出了54名國王的名字，但沒有任何證據證明當時已有國家在若開出現。
公元前至公元10世紀，緬甸境内先後出現過許多小國，在緬甸南部有孟族的狼牙修、土瓦、直通、白古、勃生等小國，在上緬甸太公一帶建有太公國。在撣邦一帶出現過撣囯，以及位於今緬甸中部的驃國等等。公元前2世紀到公元4世紀，若開邦一帶有過一個受印度文化影響十分深的維薩里王朝，以及在這之後的坎德拉王朝。後者在後來出土的梵文碑文銘中，可見當時的文字使用以梵文為正統。到了6世紀以後新出現的王朝，有些緬甸史者稱之為新王朝。此時期梵文和巴利文並用，可見印度教影響持續若開地區，此外佛教也有著舉足輕重的地位。雖然若開地區過往便有跟印度的聯繫，但因為地理的阻隔，也使得當地顯得比較孤立，直到11世紀以前若開當地都維持著獨立的狀態。

### 更迭頻繁的王朝

#### 蒲甘王朝（1044~1287）
緬甸歷史上出現的第一個統一國家由蒲甘王朝所建立，歷經42代國王，然後才傳至阿奴律陀王。公元1044年，阿奴律陀即位之後，大力興修水利、發展農業，增强了國力，他憑藉著强大的經濟力量和軍事力量，南下征服孟族地區，北進撣邦南部，西征若開，在1057年前後統一緬甸，建立了封建王國。

#### 若開人獨立（1287~1752）
1253年，强大的蒙古勢力南下，1254年滅雲南地方政權大理國，統治雲南，與蒲甘王朝爭奪金齒地區（在今雲南德宏傣族景頗族自治州和緬甸的撣邦地區），導致大規模的戰爭。1287年，元軍攻占蒲甘。此時，緬甸北部撣邦勢力崛起，南部孟族乘機擺脫蒲甘王朝的統治，緬甸進入戰國時期。西部若開地區最初向緬甸阿瓦王朝進貢，但是與孟加拉有著密切的接觸，1429年明苏蒙從孟加拉蘇丹國帶穆斯林軍隊回國，傳入了伊斯蘭教。明蘇蒙借助孟加拉蘇丹國力量，擺脫對阿瓦王朝的臣服，建立谬乌王国，一度是孟加拉灣地區重要的商業港口和政治中心，並參與和伊斯兰、歐洲势力的海上貿易，文化發展也達到鼎盛。

#### 貢榜王朝前期（1752~1823)
1752年9月緬族首領雍籍牙起兵，于1753年6月定都瑞波（又稱貢榜），建立了緬甸歷史上最後一個封建王朝——貢榜王朝（也叫雍籍牙王朝）。1784年派出一支2萬多人的大軍進入若開，把若開併入緬甸。在波道帕雅（孟云）統治時期（1782~1819），西至印度的阿薩姆、曼尼普爾，東至今緬泰邊境的廣大地區，都在其統治範圍下，緬甸也成爲當時東南亞各個中幅員最遼闊强大的封建國家。

### 殖民統治
此階段總共發生了三次的英緬戰爭，前兩次更是對若開地區有很大影響，最後一次更是讓緬甸王國終結。戰後英國殖民政府的種種作為更是讓若開人處於弱勢。

#### 英緬戰爭
第一次英緬戰爭（1824~1826)起於緬甸與英屬印度爭奪位於英屬孟加拉和緬甸若開地區内夫河的刷浦黎島時緬軍驅逐入侵的英軍，英國正式向緬甸宣戰。緬甸封建王朝被迫在1826年與英國侵略者簽訂了不平等的《揚達波條約》，這也讓若開割讓給英國。
第二次英緬戰爭是因為殖民政府為了掠奪更多殖民地的資源，政府當局藉口緬甸方面迫害在仰光港的英國商船船長，不宣而戰。緬甸因實力懸殊，而最終無法阻擋英軍的進攻。1852年10月，英軍已占領了第悅茂以南的整個緬甸。1862年，英軍把勃固省與1826年侵占的若開和德林達依合并為英屬印度緬甸省。

#### 殖民帶來的影響
英國殖民政府為了發展沿海農業，需要大量人力，開始強取豪奪當地若開人的土地讓來自孟加拉南部的羅興亞人租借，使得人口大量增長，文獻中便指出1911年的羅興亞人口有1872年(58000人)的三倍之多，但是若開人在這之間，僅增加了僅三萬多人。然而後來1941年，日軍進攻緬甸，為了不讓日本進攻印度，英國成立了由羅興亞人組成的部隊，也就是孟加拉Ｖ支隊（V Force），而當時若開族則是依附敵方日軍攻擊英軍及羅興亞人，守備不足的英國落荒而逃，Ｖ縱隊便護送英國緬甸殖民政府從若開邦撤離到印度。然而在這之後，緬甸反而開始了內戰，由Ｖ縱隊與當地緬甸民族主義分子對抗，過程中雙方都有死傷，數百個村莊遭到Ｖ縱隊燒毀，十多萬佛教徒也遭殺害，許多的若開人因而離開家鄉。

### 二戰結束
二戰結束後，V縱隊組裝了一個後來改名為「穆斯林聖戰黨」的穆斯林解放組織，試圖加入剛獨立的巴基斯坦，然而後來殖民政府也成說服該領袖，與緬甸其他民族組成聯邦。在緬甸獨立後，阿拉干成為若開邦，聖戰黨要求成立自治的穆斯林邦，他們的目標是脫離緬甸建立阿拉加尼斯坦（Araganistan）國，並最終與東巴基斯坦合併，因此遭受緬甸政府拒絕，所以他們決定發動聖戰，當中便燒毀了若開邦北部僅存的佛教徒村莊，控制了若開邦北部以及緬甸和東巴基斯坦的邊界，因此更多的孟加拉平民遷入若開邦。在經過政府多次的平亂後，風波才得以平息。

## 社會、家庭與婚姻

### 家庭與婚姻
若開族實行一夫一妻制，以父系為主，行家父長制。子女婚後可以繼續跟父母一起生活，也可以分開過，不過若開族家庭常三代四代同堂。父親在家庭內部有極大的權威，他負責全家的生活，代表家庭參加社會活動。父母去世時長子或長女要代替父母承擔起家庭的責任。在某些若開家庭中，叔叔或者姨母也可以照料侄子、外甥的生活。
若開族家庭有外甥避舅的習俗。外甥成年後舅舅不能去看望外甥，外甥也要回避舅舅。這一習俗可能出於對舅舅的極度尊敬。因為若開族有姑表結親的習俗，舅舅與外甥構成翁婿關係，故雙方應儘量回避。若開青年的婚姻由父母來決定。由於若開青年十分尊重父母，對父母包辦自己的婚姻大事大多都默默地接受。
若開族盛行姑表結親，即兄弟的子女可以與姐妹的子女結婚，但兄弟間的子女（堂兄妹間）不能結婚。若開族人一般不與其它家族聯姻。父母去世時，一般由長子長女負責平分父母的遺產，但多數人對自己的弟弟妹妹都比較照顧。如果弟弟妹妹在父母去世時沒有成年，長子長女要承擔撫養的責任。此時他們可以分得父母一半的遺產，父母留下的土地則不作分割，採取輪耕的方法。離異者再婚時也要給其子女分出一塊地。
若開族十分重視家庭的穩定。傳統上不鼓勵離婚，對離婚者也遠而敬之，認為他們會帶來壞運。離婚者只能在父母家住1個月，他們不能到其他人家串門，也不能參加別人的婚禮。若開社會普遍歡迎家庭和睦的結髮夫妻。人們重視維護家庭的穩定，很少離婚。如果婚姻關係實在無法經營下去，他們需徵得村寨頭人的同意後方可離異。

### 社會

#### 生子習俗
若開孕婦生產時常會請接生婆照料。若孕婦難產，就必須給孕婦喝消災符水，或者在蓋房子的棕樹葉寫上字母na，後倒插在孕婦的髮髻上，同時要打開孕婦的箱子、房門、水罐蓋以求助產。若孕婦第一胎生的是男孩，則要立即在房子四角插上棗樹枝，在房子內插上番櫻桃樹枝，防止鬼怪來搗亂。同時親友中的女性要在產房裡生火，夜晚要輪流陪護產婦。產後第三天火堆要換火，要將火盆中的火和灰倒掉換上新柴。產房裡的火不能作它用。產婦坐月子時要吃髯須薑、喝薑黃酒，不能吃鮮魚、土豆、竹筍、蘑菇、辣椒、大豆、豬肉，不能接觸蜂蜜。產婦生孩子後要用熱水洗澡。浴後全身要抹上薑黃，小孩滿月後方能洗頭。
產婦在生產後第五日或第七日（一般是生長子時為第七日，次子為第五日）要出產房。出產房時要丟棄生產用具，拆掉火爐。要在整個房間裡撒上稻穀，揮動棕櫚樹枝驅鬼。當日還要象徵性地給嬰兒剃一撮頭髮。主人家還要準備一個米篩，在裡面放上皂角、一把拌有薑黃和油的大米、一塊石頭、一根鐵棍。客人來後要碰一下米篩裡的皂角，並說一些吉祥話語，之後將嬰兒放入搖籃中，要心中念記佛祖恩德，搖動搖籃祝願嬰兒長命百歲。

#### 命名習俗
按照若開人的風俗，產婦出產房的當日要請親友吃飯，給小孩命名。命名一般在小孩出生後的第五日或第七日進行。命名時先由一位婦女抱著小孩下樓讓小孩見日月，並在嬰兒腳上抹些許泥土以示吉祥，之後將小孩抱回樓上。若嬰兒為男孩就要擺上鏡子、崗包，若為女孩則要擺上梳子和鏡子。女孩同時要穿耳。然後宣佈給小孩起的名字，並用飯菜或其它食品招待來賓。若開人與緬族一樣沒有姓氏。他們在給頭個孩子起名時名字中常要帶一個“烏”（u）字，意思是“第一個”“頭一個”。在給其他孩子取名字時喜歡在名字中加上“瑞”（shwe）字，意思為“金子”。若開人愛起3個音節的名字。人名前可根據人的性別、年齡、職位高低等加上相應的人名冠詞，方法與緬族完全相同。

#### 剃度習俗
剃度出家是若開族男子一生中最重要的活動。同時也是其父母的心願和最大的功德，重要性非同一般。若開族男子常在7-20歲之間進行剃度。剃度的規模視家庭的財力而定。剃度後至少要在寺廟中待上一周，否則功德不會圓滿。沒有剃度過的男子在若開族社會中將會遭受歧視。
一個家庭在確定為兒子剃度後就要搭彩棚，並著手準備佈施物品。孩子剃度前要先去廟裡學習基本的禮儀知識。寨子裡的小夥伴們這時也會自動來幫忙。他們會挨家挨戶送鹽茶包或糖果包，並通知村人參加剃度儀式。孩子剃度前兩日，父母要去廟裡存放剃度用的袈裟、法器。剃度前日下午長者帶領全寨子的婦女領著戴王冠的剃度者在樂曲的伴奏下載歌載舞地來到寺廟中討法器，法衣由母親頂著，法器由父親拿著，浩浩蕩蕩地回到其屋前的彩棚裡。按習慣在隊伍快要到達彩棚時，村裡人要將受剃度的男童藏起，然後由其父母用錢贖回。
剃度日早晨，事主家要齋僧、聽法、佈施，受剃度男童要在三面長鼓的敲擊聲中開始巡遊。巡遊時受剃度男童騎著馬，由星相相合的男青年撐著華蓋，星相合的婦女頂著剃度後沐浴要用的消災罐走在最前頭。男童的母親頂著袈裟，其他婦女頂著鋪蓋卷，男童父親拿著僧侶用具依次而行。巡遊隊伍到達寺廟後要按順時針方向圍著廟轉三圈。之後要將受剃度男童藏起，同來的男士則猛擊長鼓大聲嚷嚷要聽法。受剃度男童的父母給錢後，剃度方得以進行。
剃度開始時先由星相相合者象徵性地剃一下頭髮，然後由年和尚或特請的理髮師接著給男童剃髮。男童的父母這時要用白布將頭髮接住以便保存。剃髮後男童要沐浴淨身，將袈裟置於僧侶前，由僧侶給剃度男童穿袈裟，接著就是聽和尚宣法、灑水祝福、男童受戒成為沙彌。此後，家長每日要為其送齋飯，直至還俗。剃度期間，事主家要負責用飯菜、若開米線招待來賓和幫忙的人。

## 產業與生活[4]

### 產業
若開族主要以農業為主，主要種植水稻，另外捕魚業、製鹽業、畜牧業、紡織業、手工業也發達。
作物除稻作外，還有種植玉米、花生、芝麻、豆類，更有辣椒、大蒜、咖啡、香蕉、椰子、芒果、檸檬和菸草等。

### 生活
服飾
男子一般穿若開紗籠、偏襟上衣與商店出售的成衣。婦女通常穿偏襟上衣和波狀條文紗籠，並配戴珍寶等飾品。
飲食
以大米為主食，食用的蔬菜有葫蘆瓜、黃瓜、南瓜、豆類、番茄、辣椒、洋蔥。此外，山芋野菜也是他們的盤中菜餚，如蘑菇、草菇等。喜歡吃魚、田螺和海螺。在他們的飯桌上還有一道少不了的菜--糟辣子，它是用火烤青辣椒、蝦醬、大蒜、酸果舂打而成。傳統飲食有魚湯米線、糯米竹筒飯、粽子、油煎糯米粑、白糖湯圓、黑糖湯圓、米花糖、米花蜜糖糕、糯米黑糖糕等。
居住
住房為竹木結構的高腳樓房，樓上住人，樓下用來從事一些家庭手工勞動。房屋一般坐北朝南，樓梯的梯級為單數。
婚姻
實行一夫一妻制，婚姻自由。青年男女經過一段時間談戀愛，有了感情基礎，男方便請父母去女方家提親。親事定下後，便擇吉日在新娘家舉行婚禮。婚後3天、5天、7天，夫妻雙雙返回男方家。
喪葬
人過世後多用土葬，只有高壽者、出家人死後才能火化。人死後，由配偶或親屬替死者洗腳換衣服。洗完澡後打碎盛水的罐子，然後用棉線把死者的腳拇指捆紮起來。停放一兩天，使和尚唸經超渡，過了星期三才能下葬。屍體抬到墓地後，在死者口中放入金銀之類的東西或錢幣。棺木上放置用米製成的花。由和尚念經，舉行辭靈儀式。因災祸死亡者不能舉行辭靈儀式，且不能埋入公共墓地。
禁忌
一些若開人認為聽到貓頭鷹的叫聲、見蛇爬到樓上、白蟻窩隆起都是凶兆，災難將臨頭，而必須請僧侶念經消災。出遠門遇蛇也是凶兆，預示著很長時間回不了家。

## 信仰與習俗

### 信仰
若開族的宗教信仰以上座部佛教為大宗，另有部分人群信奉伊斯蘭教與印度教。

### 習俗
若開族的風俗習慣基本上與緬族相同。
賽船節是若開人的傳統佳節。緬曆每年的1、2月間(公曆4、5月間)正是收穫季節，也是若開人一年一度的賽船節。節日期間，若開邦的城鎮和鄉村都要舉行規模不一的賽船節。蘭里市（古稱楊馬瓦底城）的賽船會規模最大，以「真正的賽船節」聞名全緬甸。
按照賽船節的古俗，參加比賽的船必是三個月前用上等樹木建造的獨木舟；船長為30到96英尺，船寬以兩邊各可坐下一排划槳者為準；每條船的槳手由16至50人組成。現在則規定為30英尺長，14名槳手。
蘭里市的賽船節歷時3天（一般在公曆5月27、28、29三日）。頭兩天為賽船，每次兩船競划，先到終點者勝，最後取速度最快的前三名。最後一天即舉行娛樂活動和頒發獎品。節日期間，政府機關和學校甚至放假三天來一同慶祝。

## 文學與藝術

### 文學
若開族的文學非常古老，西元前數千年便有神話的傳說，貢榜王朝前的幾段獨立王朝時期也發展許多口傳文學，有故事、詩歌等等。在定耶瓦底城遺址當中出土的銀幣、銅鏡、佛像磚、石刻片上，便有梵文、巴利文寫成的若開族文學文獻，他們也與若開史中記載的故事相符。自1824至1826年英國侵占若開以後，文學發展受到劇烈的影響，直到後來緬甸獨立以及1962年成立了若開邦後，若開文學才重見天日，發行了不少若開族的雜誌，如：《若開之光》、《定耶瓦底》，當中有不少若開族文學亦或文化相關的文章。

#### 故事
若開人的故事當中不僅會有寓言故事，告誡子民一些重要的觀念，如《為他人謀利自己也會得利》當中提到一位捕魚維生的窮苦青年因為自己的慷慨脫離貧困，過上了非常幸福的生活。
此外也會提到傳說的由來，如《復活藥》就提到今日人稱月蝕為狗吞月的由來。

#### 宮廷文學
若開王國的繁盛，也讓他們的文學發展更加蓬勃，有許多著名詩人，甚至影響其他王朝，像是後來的東吁王朝、貢榜王朝。緬甸文學史上第一部埃欽詩便是1455年若開詩人阿都敏紐所寫的《若開公主》埃欽。而埃欽屬於宮廷文學當中，因為內容多寫王國世系，所以能激勵愛國情感，這首詩的文字運用精確，言簡意賅，也成為後來同類作品的先導。

雅都也就是所謂的讚歌，此外此詩創作的題材十分廣泛，有田園山水、祈神祀塔、歌功頌德、征戰、男女情誼等等。若提到雅都詩時，便會想到兩位宮廷女詩人的自詡雅都，其中之一便是若開女詩人米紐。她的自詡雅都前兩段分別寫了群山之首的須彌神山以及眾鼓之官報十大鼓的高貴，前兩段也成了第三段的伏筆，在第三段時她才寫到了自己是多麼的與眾不同。。
詩人奧伽邊與王儲敏卡榜一起在和沙瓦底時，也寫了懷念王都妙烏的雅都，當中便提及了一年的景色，這也使得敏卡榜興起懷鄉之感而決心返回。

### 藝術

#### 建築

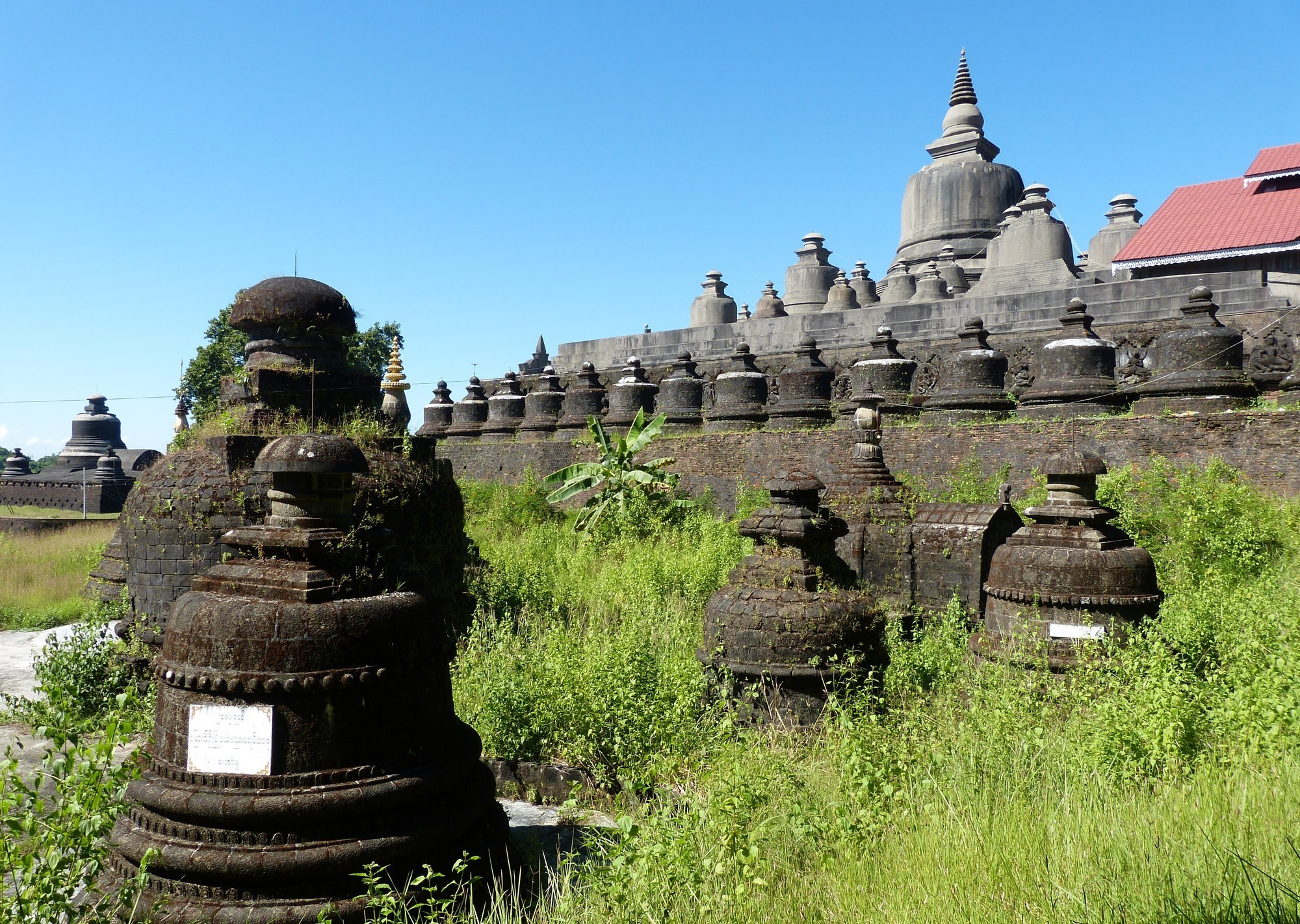
實當寺

若開王國在全盛時期是領先的海上強國，建築便以其壯觀特色誇耀它的財富。妙烏這個都市建立不到數十年，在東南亞唯一的建築對手，就只有緬甸中部的蒲甘和柬埔寨的吳哥窟，但它們在那時都是遭到遺棄的狀況。1996年聯合國教科文組織的報告指出在妙烏的古蹟數量十分的多。舊妙烏的中心是實當寺（Shitthaung Temple），也就是「八萬佛塔」。它的三層迴廊上雕刻十分細緻，有著獻給佛陀轉世而刻鏤的547首詩，以及許多令人目眩神迷的雕刻佛像；此外，妙烏也有著完善的灌溉渠道系統與人工湖環繞，證明了當時工程的先進程度。

#### 錢幣

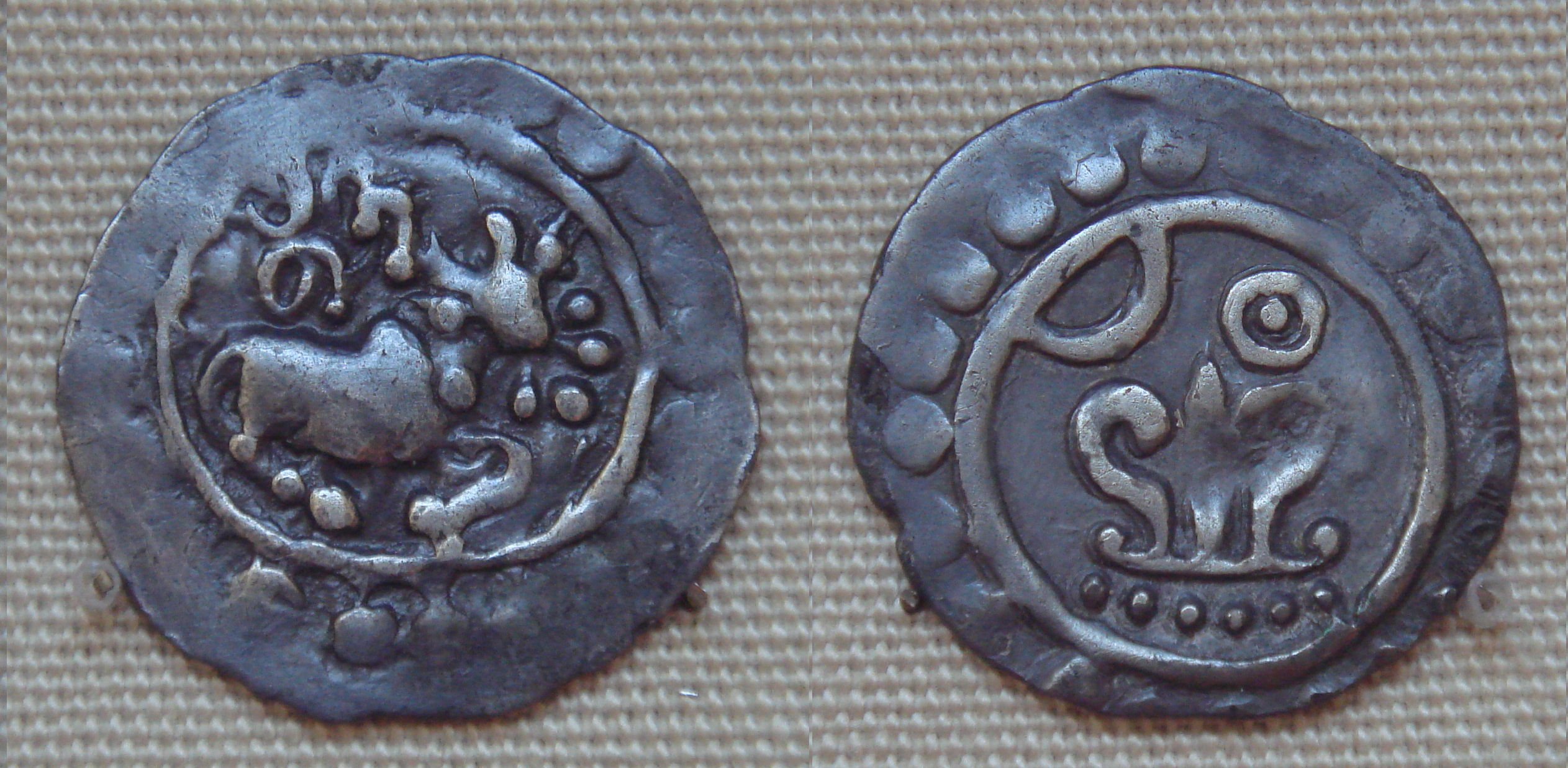
公元八世紀的銀幣

在目前考古學家所挖掘到的最古老若開錢幣可以追溯到公元4、5世紀時，當中又以銀幣為主，上面塑有國王的頭像。

## 現況
在若開邦發生的族群衝突中，當中又以羅興亞人以及若開人和緬甸軍的衝突最甚，因為歷史上經歷了緬族化以及英國殖民的歷程，始得若開人如其他原住民族群一樣在家鄉顯得更加邊緣，造成了日後不僅是若開人流離失所，若開人也成立反叛部隊尋求更大的自治可能，若開邦目前作為緬甸最貧窮邦之一，如此衝突若繼續延展，對當地發展亦是難題。

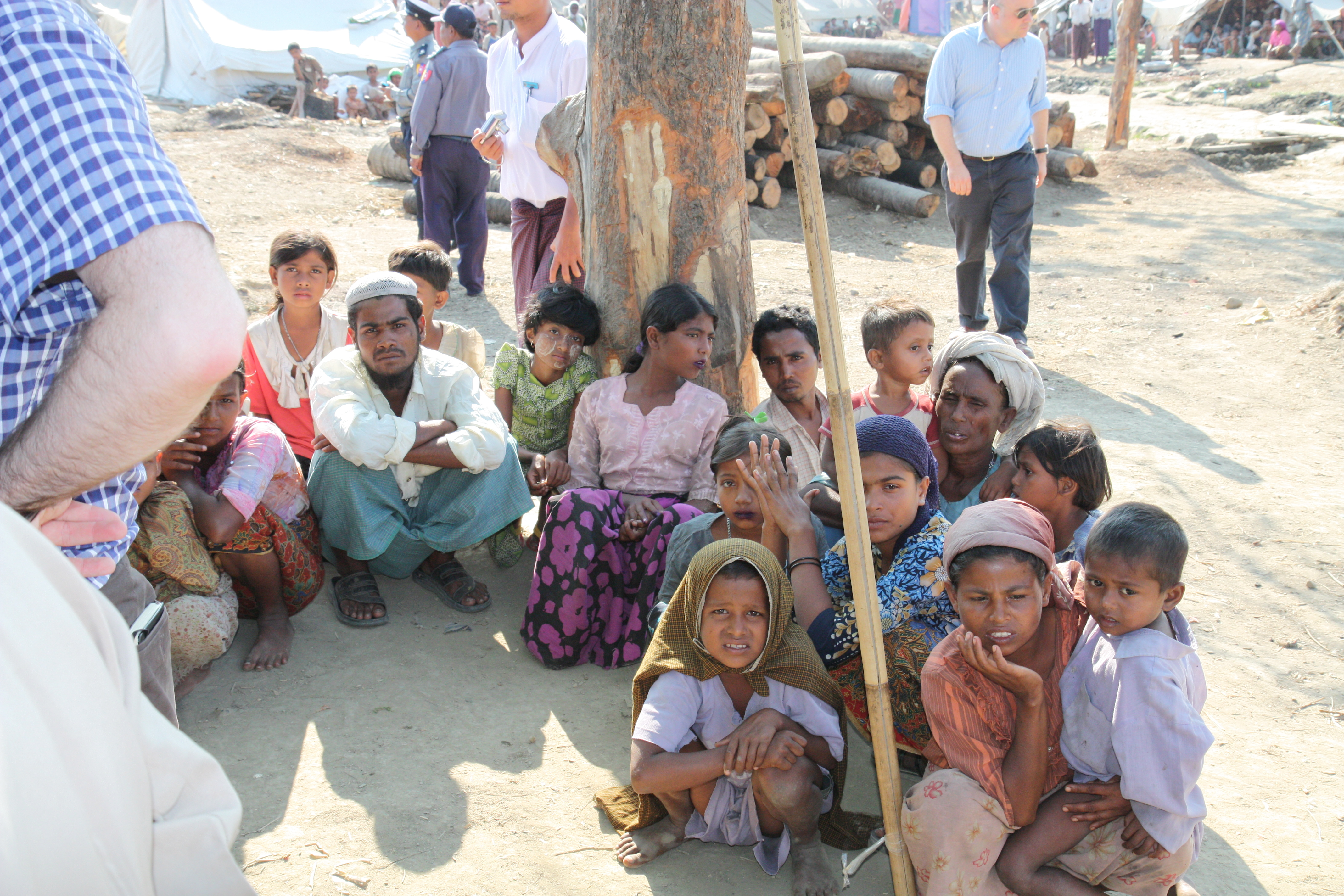
在若開邦中的羅興亞人

### 與羅興亞人的糾紛
羅興亞人的先祖可追溯自15至16世紀進入緬甸西南部，為當時若開人所建立的阿拉干王國作戰，但大部分的若開邦穆斯林是19世紀英國殖民期間從孟加拉的吉大港移入。
近年來，若開人以及羅興亞人之間較大的衝突起於2012 年的 5 月，在這個衝突發生之前，便有許多零星衝突在靠近實兌的羅興亞村落發生，當地軍警甚至縱容或幫助若開人害這些羅興亞人，有些村莊被警察放火焚燒，甚至開槍打死羅興亞人。也因此2012年這個衝突，更是引發雙方群起反抗的導火線，三位羅興亞人搶劫並姦殺一名若開女性，隨後一群若開民眾便以兇手在車上為由攻擊一台載滿羅興亞人的公車，許多羅興亞人也在後續展開報復的行動，雙方一連串互相攻擊之下，政府便開始實施宵禁並部署軍隊試圖控制這場動亂，最終官方統計有 29 人傷亡，許多若開人以及羅興亞的房屋遭受燒毀，導致30,000 人因這個事件而流離失所。
在這場衝突之後，緬甸政府才強制移動原本居住在實兌市區且與若開人關係良好的羅興亞人到距離實兌市區約5公里的羅興亞難民管制區內，在這之前，不少羅興亞部落原本就座落在此區域，而非全被政府強制移居。目前，共有12個難民營區散落在方圓8公里的管制區裡，在營中的總人數約有14萬人，在營中的待遇並不良好，缺凡完善的飲食以及醫療。
許多羅興亞人因為受不了在難民營中的待遇，開始利用各種方法前往鄰國。前往較鄰近的孟加拉或是泰國，或是跟著人蛇集團搭船前往更遠的馬來西亞或是印尼。2015年媒體捕捉到在泰國跟馬來西亞附近的安達曼海域上有一群被棄置的羅興亞船民，也讓國際開始注意到了他們。
在2017年一群羅興亞武裝分子向緬甸警方發動連環襲擊，結果緬甸軍方大舉鎮壓居於若開邦的羅興亞人，不僅燒毀無數村莊，甚至是屠殺、強姦羅興亞人，在短短兩個月破萬名羅興亞人遭受殺害，因此近七十萬羅興亞人於一個月內被驅逐離開所屬的聚居地，湧入孟加拉，引發近代史上最大規模的難民潮，聯合國更直言緬甸政府的行為是種族清洗，但是也有些不願進入孟加拉難民營或返回家園的羅興亞，選擇在邊境落腳。
若開邦緊鄰人口眾多的穆斯林國家孟加拉，擔心著會受到移民潮的侵襲，因此雖然軍政府讓緬甸經濟低落，政治上過度極權，但是面對羅興亞人的議題，因為與若開族立場上相同，讓他們在若開邦受到大力支持。若開人也擔心，翁山蘇姬會受迫於國際社會的壓力，給予羅興亞人公民身分，造成羅興亞人口的快速增長因而可能導致歷史重演，所以若開族在這裡的地方勢力都不希望衝突解決，因為如此一來才可以繼續控制若開邦，維持利益現況。

### 若開人叛軍
若開軍因為要求若開邦的佛教人口能享有更大自治權，造成緬甸軍方和若開人組織若開民族軍（Arakan Army）持續對戰了數週，2019年1月1日聯合國的人道機構表示，這場戰爭驅使數以千計平民逃離家園躲入寺院或其他社區場所。
若開軍指控緬甸國防軍部署大量大砲對付村民。若開軍發言人開塔卡（Khine Thukha）表示：「人們被戰事困住。」他還指控緬軍強行占用教堂、學校和寺院等場所。
然而緬甸安全部隊和若開軍叛軍連日的衝突，也讓上萬居住在孟緬邊界地帶的羅興亞穆斯林難民感到恐慌，據法新社報導，羅興亞領袖穆罕默德（Dil Mohammad）和難民營領袖阿蘭（Nur Alam）訴及，政府軍和若開軍在緬甸境內交戰持續升溫，情勢非常緊張，緬甸邊防部隊已經在他們的營區附近設立10個新哨所，每日每夜常聽到槍聲作響，槍戰已經造成人民恐慌。